# Gianluca Semprini
Gianluca Semprini (Roma, 31 agosto 1970) è un giornalista e conduttore televisivo italiano.

## Biografia
Ha iniziato la carriera lavorando per Radio Rock a Roma, dal 1994 curando i programmi sportivi e in particolare un approfondimento sullo sport per disabili. Per tre anni la domenica ha raccontato le partite di Roma e Lazio insieme ai tifosi presenti allo Stadio Olimpico, in un mix di radiocronaca sportiva e sociale alla ricerca delle figure più diverse e divertenti. Nel 1995 si iscrive all'Ordine dei giornalisti del Lazio come pubblicista, e poi come professionista dal 2002. Nel 1996 è passato a Italia Radio dove è rimasto sino al 2002. Qui ha condotto numerosi contenuti: giornali radio, rassegna stampa, programmi di cronaca e politica, lavorando anche come inviato. 
Nel 2002 si è dimesso, pochi mesi dopo collabora con Stream. Ha curato diverse pubblicazioni da autonomo. Nel maggio del 2003 è stato uno dei giornalisti che ha contribuito alla nascita di SkyTG24, diventando uno dei volti di punta del canale, come conduttore delle edizioni serali e delle rassegne stampa, ma anche come inviato, tra gli altri per gli attentati di Londra e i Mondiali di Calcio di Germania 2006. Dall'approdo a Sky Italia, dove lavorava per SkyTG24, passerà poi da luglio 2016 alla Rai.
Precedentemente su Sky ha moderato tutti i confronti televisivi tra i candidati sindaci e in particolare quello alle elezioni primarie di "Italia. Bene Comune" del 2012, e ha fatto lo stesso per il dibattito relativo alle primarie del PD del 2013.
In occasione delle elezioni comunali dal 2005 al 2016, modera sugli schermi di Sky TG24 i confronti tra i candidati sindaco dei principali comuni italiani.
A partire dal 6 settembre 2016 conduce il talk show politico del martedì Politics - Tutto è politica, in onda su Rai 3, che però chiude anticipatamente il 13 dicembre 2016 a causa dei bassi ascolti.
Dal 22 febbraio 2017 Semprini lavora come conduttore (prima nella fascia notturna e in seguito in quella serale) di Rai News 24.
Sempre per Rai News tra il 2017 e il 2022 ha condotto anche rassegne stampa e speciali per eventi di politica ed esteri. 
Da giugno ad agosto 2018 ha condotto in coppia con Ingrid Muccitelli La vita in diretta Estate, mentre dal 2019 è co-conduttore di Centocittà, programma mattutino di Rai Radio 1. Da giugno 2021 a settembre 2022 ha condotto Estate in diretta in coppia con Roberta Capua e da luglio 2023 in coppia con Nunzia De Girolamo.
Il 16 e 23 marzo 2024, per due sabati consecutivi, sostituisce Marco Liorni alla conduzione di ItaliaSì! su Rai 1.
Dal 21 ottobre dello stesso anno, esordisce su Rai 2, dove ha condotto fino al 20 dicembre, con Andrea Perroni e Carolina Di Domenico, la trasmissione Binario 2, in onda nella fascia mattutina dal lunedì al venerdì, dalle 7:15 alle 8:00.
Dal 12 gennaio 2025 conduce, con Nunzia De Girolamo e di domenica dalle 12 alle 13.30, il programma Maschio selvaggio su Rai Radio 2.
Ha pubblicato due libri sulla strage di Bologna e sul caso di Luigi Ciavardini, in cui contesta la strategia di destra come matrice della strage. Ha inoltre scritto, insieme a Mario Caprara, altri due libri sugli anni di piombo e, in particolare, sul terrorismo di destra in Italia.

## Vita privata
Molto riservato, tuttavia Semprini ha raccontato al programma Ciao Maschio del 14 settembre 2024 di essere figlio di un imprenditore di origine romagnola, di essersi sposato due volte e di avere quattro figli. Ha perduto presto l'amata sorella Arianna, morta prematuramente.

## Televisione
- Sky TG24 (Sky Italia, 2003-2016)
- Politics - Tutto è politica (Rai 3, 2016)
- Rai News 24 (Rai News 24, dal 2017)
- La vita in diretta Estate (Rai 1, 2018)
- Estate in diretta (Rai 1, dal 2021)
- La grande attesa (Rai 1, 2021)
- Quel che resta del giorno (Rai News 24, 2022)
- I giorni del Quirinale (Rai News 24, 2022)
- ItaliaSì! (Rai 1, 2024)
- Binario 2 (Rai 2, 2024)

## Radio
- Centocittà (Rai Radio 1, dal 2019)
- Maschio selvaggio (Rai Radio 2, dal 2025)

## Opere
- Gianluca Semprini, La strage di Bologna e il terrorista sconosciuto : il caso Ciavardini, Milano, Bietti, 2003, ISBN 88-8248-148-4.
- Gianluca Semprini, La strage di Bologna : Luigi Ciavardini : un caso giudiziario, Milano, Società Editrice Barbarossa, 2005, SBN RMS1805855.
- Mario Caprara e Gianluca Semprini, Destra estrema e criminale : da Stefano Delle Chiaie a Paolo Signorelli, da  Mario Tuti ai fratelli Fioravanti, Roma, Newton Compton, 2007, ISBN 978-88-541-0883-7.
- Mario Caprara e Gianluca Semprini, Neri! La storia mai raccontata della destra radicale, eversiva e terrorista, Roma, Newton Compton, 2009, ISBN 978-88-541-1163-9.